# Deuxième Bureau
Il Deuxième Bureau de l'État-major général (Secondo Ufficio dello Stato Maggiore generale) è stato uno dei servizi di informazioni militari francese, dalla nascita nel 1871 al suo scioglimento nel giugno 1940.

## Storia
A differenza del Premier Bureau, che si occupava di informare gli Stati Maggiori sulla situazione delle truppe francesi e di quelle alleate e amiche, il Deuxième Bureau ebbe l'incarico di raccogliere informazioni sullo stato delle truppe nemiche.
Il Deuxième Bureau fu diretto dal colonnello Jean Sandherr tra il 1886 e il 1895, poi da Georges Picquart tra il 1895 e il 1896, e da Hubert Joseph Henry dal 1897 al 1898. Il Deuxième Bureau rimase implicato nello scandalo Dreyfus.
Nella seconda metà degli anni Trenta il Deuxième Bureau si misurò più volte in una guerra di spie con il Servizio Informazioni Militare del Regno d'Italia, nei teatri dell'Africa orientale, della Spagna e, più in generale, del Mediterraneo.
A seguito della sconfitta durante la seconda guerra mondiale del 1940, il servizio viene sciolto. Il Regime di Vichy trasforma le proprie strutture in Centre d'Information Governemental, sotto la direzione dell'Ammiraglio François Darlan, mentre a Londra, il generale Charles de Gaulle si dota di un proprio intelligence, il Bureau central de renseignements et d'action (BCRA), sotto la direzione del colonnello Passy.
L'ex direttore del Deuxième Bureau, colonnello Louis Rivet, riesce dal proprio canto a riunire buona parte dei suoi effettivi all'interno del Bureau des Menées Antinationales (BMA), che, sempre sotto Vichy, si occupa ufficialmente di condurre la lotta anti-partigiana. In realtà Rivet conduce un abile doppio gioco, avvicinandosi progressivamente a Londra. Nel 1942 il primo ministro di Vichy Pierre Laval scioglie il BMA.